# Баттернатс (Нью-Йорк)
Баттернатс (англ. Butternuts) — місто (англ. town) в США, в окрузі Отсего штату Нью-Йорк. Населення — 1665 осіб (2020).

## Демографія
Згідно з переписом 2010 року, у місті мешкало 1786 осіб у 771 домогосподарстві у складі 526 родин. Було 1012 помешкання
Расовий склад населення:
| - 97,8 % — білих - 0,4 % — чорних або афроамериканців - 0,2 % — корінних американців - 0,2 % — азіатів |

До двох чи більше рас належало 1,2 %. Частка іспаномовних становила 1,5 % від усіх жителів.
За віковим діапазоном населення розподілялося таким чином: 19,1 % — особи молодші 18 років, 60,5 % — особи у віці 18—64 років, 20,4 % — особи у віці 65 років та старші. Медіана віку мешканця становила 48,2 року. На 100 осіб жіночої статі у місті припадало 97,6 чоловіків;  на 100 жінок у віці від 18 років та старших — 98,4 чоловіків також старших 18 років.
Середній дохід на одне домашнє господарство  становив 60 665 доларів США (медіана — 46 917), а середній дохід на одну сім'ю — 70 451 долар (медіана — 61 875). Медіана доходів становила 40 033 долари для чоловіків та 43 846 доларів для жінок. За межею бідності перебувало 15,5 % осіб, у тому числі 34,4 % дітей у віці до 18 років та 4,4 % осіб у віці 65 років та старших.
Цивільне працевлаштоване населення становило 808 осіб. Основні галузі зайнятості: освіта, охорона здоров'я та соціальна допомога — 22,9 %, виробництво — 17,6 %, роздрібна торгівля — 9,3 %, будівництво — 7,8 %.